# Eichhalde (Bissingen)
Die Eichhalde ist ein Naturschutzgebiet auf der Markung der Gemeinde Bissingen an der Teck im Landkreis Esslingen.

## Beschreibung

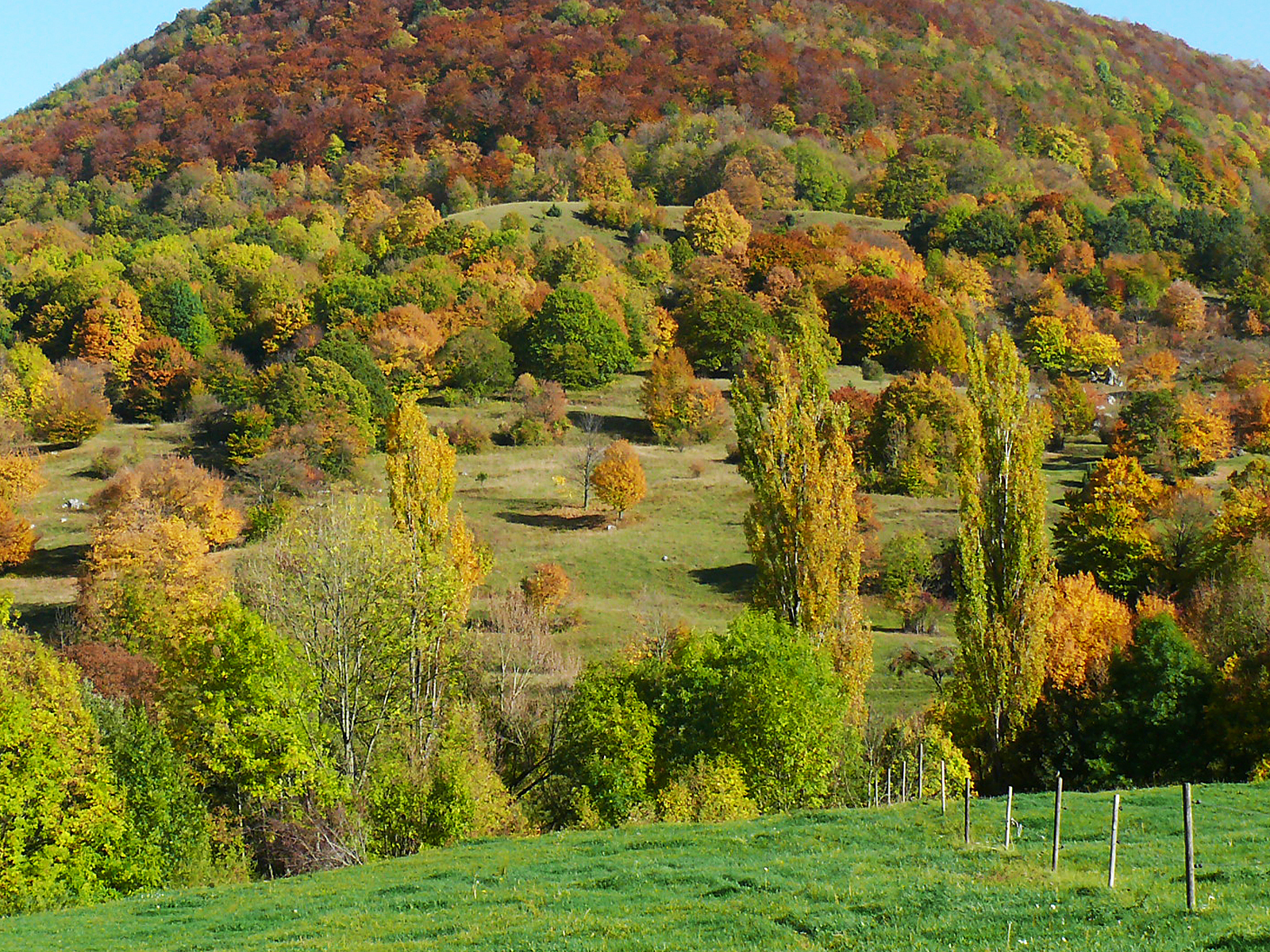
NSG Eichhalde 2012, die Verbuschung schreitet voran

Bei der Eichhalde handelt es sich um eine Schafweide im unteren Teil des vom Linsenbach zum Breitenstein ansteigenden Hangs. Sie bildet eine der wertvollsten Heiden im gesamten Bereich der Schwäbischen Alb, weil dort eines der größten Vorkommen in ganz Mitteleuropa der seltenen Hummel-Ragwurz (Ophrys holoserica) mit verschiedenen Variationen zu finden ist. Außerdem leben hier unter anderem folgende zum großen Teil geschützte Arten: Bienen-Ragwurz (Ophrys apifera), Fliegen-Ragwurz (Ophrys insectifera), Bleiches Knabenkraut (Orchis pallens), Zweiblättrige Waldhyazinthe (Platanthera bifolia), Rotes Waldvögelein (Cephalanthera rubra), Weißes Waldvögelein (Cephalanthera damasonium), Deutscher Kranzenzian (Gentianella germanica), Gewöhnlicher Fransenenzian (Gentianopsis ciliata), Silberdistel (Carlina acaulis), Golddistel (Carlina vulgaris), Gemeines Fettkraut (Piguicula vulgaris) und Sumpf-Herzblatt (Parnassia palustris).
Das Regierungspräsidium Nordwürttemberg hat am 22. September 1969 (Gesetzblatt vom 21. Oktober 1969, S. 226) die Eichhalde unter Naturschutz gestellt (Schutzgebiets-Nr. 1024). Das Gebiet hat eine Größe von 85,0 ha. Es gehört zu den Naturräumen Mittleres Albvorland und Mittlere Kuppenalb.